# Building Design Partnership
Building Design Partnership (BDP) est une firme d'architectes et d'ingénieurs qui emploient plus de 1 200 employés dans le Royaume-Uni qu'à l'étranger.

## Fondation
La firme a été fondée en 1961 par George Grenfell Baines avec les architectes Bill White et John Wilkinson, métreur Arnold Towler et huit partenaires associés: Brian & Derek Cobb, Keith Ingham, Peter Renninson, David Rock, Lorrie Rossant, Keith Scott N et Sid Tasker. Les associés ont fait des partenaires de participation à plein temps en 1964. Grenfell Baines a été le premier président. PDE a été mettre fin[Quoi ?] à la suite d'une série d'expériences dans le partage des profits et multidisciplinaire de travail commencé par Grenfell Baines en 1941 avec le Groupe Baines Grenfell. Une déclaration politique engagée en 1962 BDP «le principe d'un statut égal pour toutes les professions». L'entreprise s'est rapidement développée au cours des décennies suivantes et avait une trentaine de partenaires et 700 employés au moment de la retraite Grenfell Baines en 1974.
Bureaux principaux de BDP, hérité de Baines Grenfell & Hargreaves, d'abord à Preston puis à Londres, puis à Manchester. En 1970, il y avait des succursales à Belfast, Glasgow et à Guildford en plus des bureaux internationaux à Memphis et à Rome.